# Batteria Schleswig-Holstein
La batteria Schleswig-Holstein  è stata un'installazione militare sita a Hela, in Polonia, realizzata durante il corso della seconda guerra mondiale dalla Kriegsmarine tedesca, e destinata alla difesa degli approdi dei porti di Danzica e Gdynia, nel Mare Baltico.

## Storia

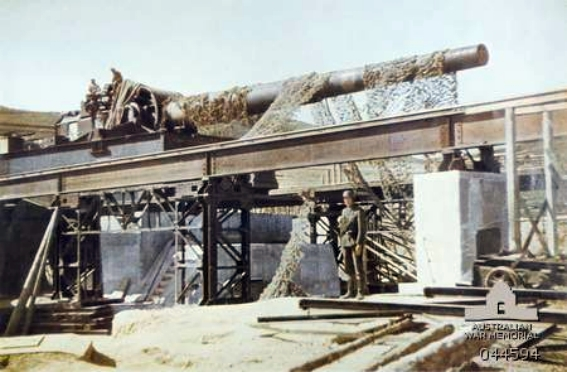
Un cannone da 406/50 della batteria Schleswig-Holstein in fase di messa in opera sul canale della Manica nel 1942.

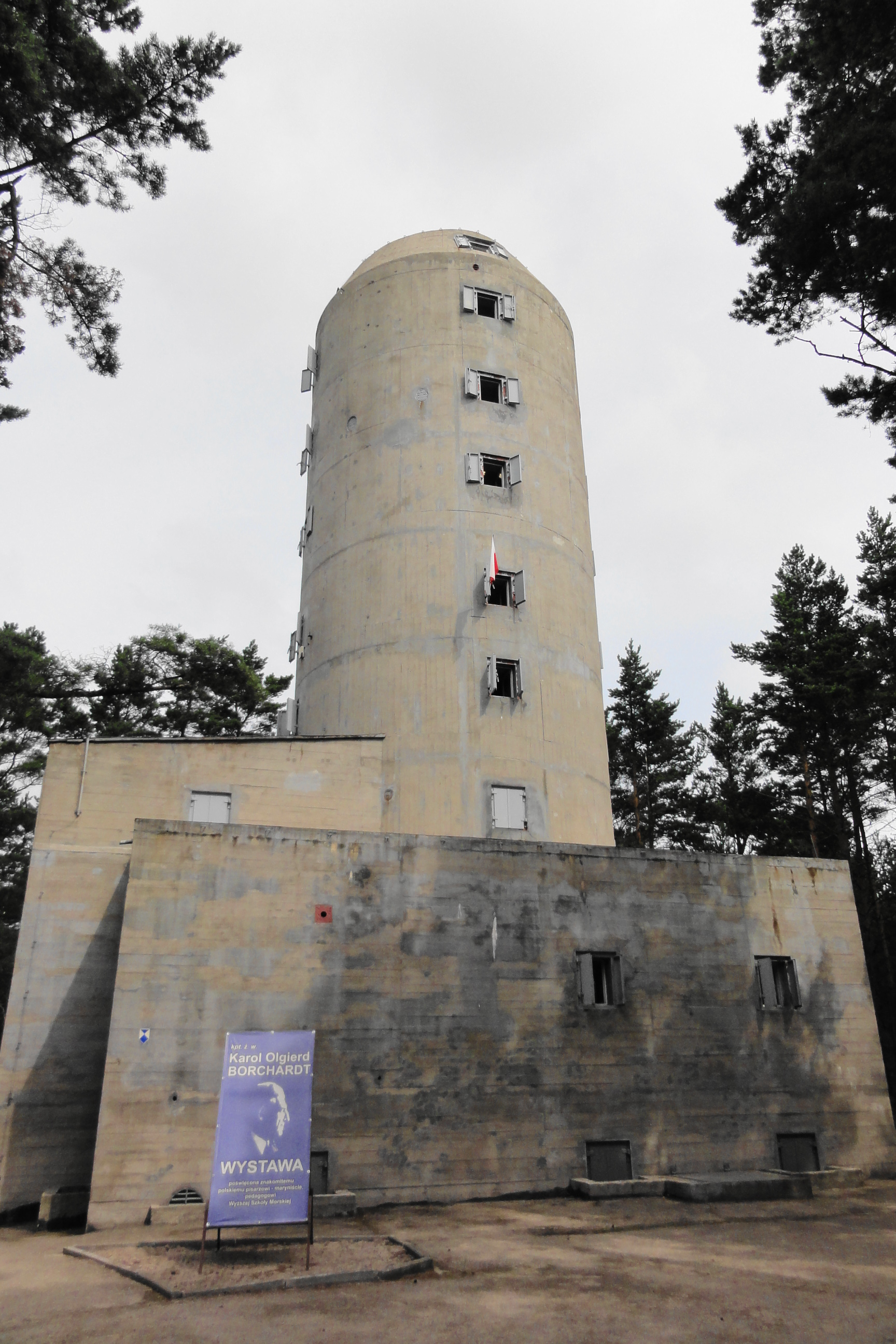
Torre di comando del tiro della batteria Schleswig-Holstein.

Nel settembre 1939, subito dopo la conquista della Polonia, al fine di precludere l'accesso agli importanti porti di Gdynia e Danzica, l'alto comando tedesco decise di installare una batteria costiera armata con 3 pezzi da 406 mm 40,6 cm SK C/34 originariamente destinati alla navi da battaglia Classe H. la cui costruzione era stata sospesa. Tale arma sparava un proiettile da 600 kg a 56 km di distanza, e uno da 1 030 kg a 43 km. La canna di 20 m di lunghezza di questo cannone avena una durata media di vita pari a 250 o 300 colpi. Il rateo di tiro era pari a 1 colpo al minuto con elevazione fino a +20°, e di 1 colpo ogni 2 minuti con elevazione oltre i 20°. La batteria comprendeva due depositi munizioni, e una torre per la direzione del tiro alta 23 metri, su 8 piani, dotata di telemetro stereoscopico.
La costruzione di questa batteria, denominata (MAA 2.119) "Schleswig-Holstein", iniziò sulla penisola di Hela, a 20 km da Danzica, nell'ottobre 1940 senza che gli aerei da ricognizione alleati riuscissero a scoprire i lavori. Le torri ricevettero rispettivamente i nomi di "Anton", "Bruno" e "Caesar".
Essa divenne operativa nel 1941, iniziando i tiri di prova nel maggio dello stesso anno, cui ne seguirono altri nei mesi di giugno ed ottobre, per un totale di 20 colpi. Dopo l'inizio dell'Operazione Barbarossa, cioè l'invasione tedesca dell'Unione Sovietica, essa perse di importanza e nel settembre 1941 l'Oberkommando der Marine (OKM), vista la debole minaccia rappresentata dalle due vecchie navi da battaglia classe Gangut della flotta del Baltico, decise di trasferire i cannoni a Sangatte, nel Pas de Calais. Al fine di rinforzare le difese del costruendo Vallo Atlantico, essi andarono a costituire la nuova batteria Lindemann, capace di colpire obiettivi nell'Inghilterra meridionale. I cannoni e il personale lasciarono Hela nell'aprile 1942 partendo per la Francia. Molti anno dopo la fine della guerra i resti della batteria, casematte e torre di comando, sono entrati a far parte del Muzeum Obrony Wybrzeża di Hel, e sono ancora visibili.

### Fonti
1. ↑  Zaloga 2007, p. 14.
2. 1 2 3 4 5  Adolf Kanonen.
3. 1 2 3  Battlefields ww2.
4. ↑  Williams 2013, p. 264.